# Грабтаун (округ Джонстон)
Грабтаун (англ. Grabtown) — невключённая территория в округе Джонстон в штате Северная Каролина в Соединённых Штатах Америки.

## География
Грабтаун расположен в 14 километрах к юго-востоку от города Смитфилд. Он включён в Исследовательский Треугольник MCA. Высота Грабтауна над уровнем моря составляет около 8 метров (26 футов).
В Северной Каролине существует и другая административная единица с таким-же названием, которая находится в округе Берти.

## История
24 декабря 1922 года здесь родилась Ава Гарднер — американская актриса, одна из ярчайших звёзд Голливуда и одна из ведущих актрис 1950—1970-х годов (умерла в 1990 году в Лондоне).

## Примечание
1. 1 2  Geographic Names Information System. edits.nationalmap.gov. Дата обращения: 15 мая 2025.
2. ↑  Grabtown · North Carolina 27983 (англ.). Grabtown · North Carolina 27983. Дата обращения: 15 мая 2025.
3. ↑  Cannon, Doris Rollins. State Library of North Carolina (2012).
4. ↑  I Remember Ava (амер. англ.). www.johnstoncountync.org (11 мая 2021). Дата обращения: 15 мая 2025.